# Montcel (Puy-de-Dôme)
Montcel é uma comuna francesa na região administrativa de Auvérnia-Ródano-Alpes, no departamento Puy-de-Dôme. Estende-se por uma área de 9,44 km². Em 2010 a comuna tinha 527 habitantes (densidade: 55,8 hab./km²).